# Asjera

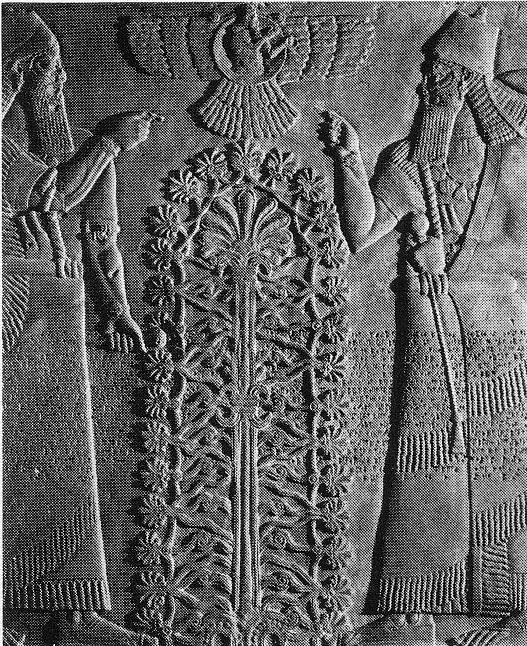
Levensboom van Ašerah

Asjera, Ašerah, Ašera(t) of Inanna was een moedergodin van Kanaän, identiek aan de Ugaritische godin Athirat of ʼAṯirat. In een Sumerische inscriptie uit de 18e eeuw v.Chr. komt zij voor als vrouw van Anu of El (de vadergod van het Kanaänitische pantheon). Baäl is een van haar kinderen. Zij is ook "De Vrouw die de Zee doorkruist" en "De Moeder van de Goden". Ze wordt afgebeeld in de vorm van een boom.
Deze godin komt ook als Ašratum of Ašratu af en toe voor in Akkadische bronnen. Bij de Hittieten komt deze godin voor als Ašerdu(s) of Asertu(s), of ook nog Aserdu(s), gemalin van Elkunirsa en moeder van ofwel 77 ofwel 88 zonen.

## Etymologie
Ašerah betekent zoveel als pilaster of alleenstaande zuil of paal, symbool van de moedergodincultus dat veelvuldig in Kanaän is aangetroffen. Het is tevens de aanduiding van een heilige boom, een groene boom die als referentieteken van leven gold en waarbij meestal een lokale boomcultus werd voltrokken, zoals ook in India nu nog vaak gebeurt. Meestal stonden er twee zulke bomen bij een tempel. Ezechiël meldt over de aanhangers van de cultus: "Zij brachten een tak (van de heilige boom) aan hun neus". Ašerim waren oorspronkelijk vijgenbomen, de wilde vijgenboom of Egyptische vijgenboom, die in het Oude Egypte beschouwd werd als "het lichaam van de Koningin op Aarde".

## Niet-Bijbelse bronnen
In Ugaritische teksten van voor 1200 v.Chr. wordt de godin Athirat driemaal vernoemd: ʼaṯrt ym, ʼAṯirat yammi, "Athirat van de Zee" of (vollediger) "Zij die handel drijft op zee". De naam wordt door de meeste vertalers en commentatoren beschouwd als afkomstig van de Ugaritische wortel ʼaṯr, "strijd", verwant met de Hebreeuwse wortel ʼšr met dezelfde betekenis.
In genoemde teksten is Athirat de partner van de god El en wordt een referentie gemaakt naar "de zeventig zonen van Athirat", waarschijnlijk dezelfde als "de zeventig zonen van El". Zij wordt niet echt onderscheiden van Aštart (Astarte) en Aštart wordt gelinkt aan de Mesopotamische godin Isjtar. Ze wordt verder ook nog Elat genoemd, de vrouwelijke vorm van El, die "heerseres" betekent en Qodesh, "Heiligheid". Qadešu waren heilige vrouwen of tempelpriesteressen (vgl. Naditu).
Belangrijke cultusplaatsen naast Ugarit waren de havensteden Sidon en Tyrus, waar zij de plaatselijke stadsgodin was. De god Baäl werd er als een van haar kinderen aangezien.
Archeologen vonden dat tot in de 6e eeuw v.Chr. huisaltaren werden ingericht, of op zijn minst figurines werden gehouden van Ašerah, die in alle sites opmerkelijke oveenkomsten vertonen.

## Hebreeuwse Bijbel
In de Hebreeuwse Bijbel wordt 40 maal aan Asjera gerefereerd (aan Astarte 9 keer); Astarte zou haar dochter zijn of een ander aspect van haar zuster Anath (de zuster-vrouw van Baäl). De naam Asjera is soms een goddelijk persoon, soms een heilig symbool van die goddelijke persoon en wordt altijd in negatief verband genoemd, als (symbool voor) een afgodin.
In moderne Nederlandse vertalingen wordt Asjera 6 maal genoemd (1 Koningen 15:13; 18:19; 2 Koningen 21:7; 23:4,7; 2 Kronieken 15:16). In de Statenvertaling komt de naam Asjera niet voor: er wordt gesproken van "een afgrijselijke afgod in een bos" (SV 1977 1 Koningen 15:13, 2 Kronieken 15:16 - hier geeft de NBV: "een aanstootgevend beeld van Asjera") of "een (gesneden) beeld van het bos" (SV 1977 2 Koningen 21:7, 23:4,7 - hier geeft de NBV: "een beeld van de godin Asjera").